# Jacana (släkte)
Jacana är ett släkte i familjen jassanor inom ordningen vadarfåglar. Släktet omfattar två arter som förekommer i Latinamerika från norra Mexiko till norra Argentina:
- Gulpannad jassana (J. spinosa)
- Flikjassana (J. jacana)